# Alaksandr Zinczanka
Alaksandr Mikałajewicz Zinczanka (biał. Аляксандр Мікалаевіч Зінчанка, ros. Александр Николаевич Зинченко, Aleksandr Nikołajewicz Zinczenko; ur. 15 stycznia 1947 w Plachowszczyźnie) – białoruski polityk i ekonomista, deputowany do Rady Najwyższej Republiki Białorusi XIII kadencji, w latach 1996–2008 deputowany do Izby Reprezentantów Zgromadzenia Narodowego Republiki Białorusi I, II i III kadencji; zwolennik integracji Białorusi, Rosji i Ukrainy.

## Życiorys

### Młodość i praca
Urodził się 15 stycznia 1947 roku we wsi Plachowszczyzna, w rejonie bereskim obwodu brzeskiego Białoruskiej SRR, ZSRR. W 1975 roku ukończył Białoruski Państwowy Instytut Gospodarki Narodowej im. W. Kujbyszewa, uzyskując wykształcenie ekonomisty. W 1993 roku ukończył Akademię Zarządzania przy Radzie Ministrów Republiki Białorusi, uzyskując wykształcenie menedżera-ekonomisty. Pracę rozpoczął jako robotnik w Kobryńskim Kombinacie Chlebowym. Służył w Armii Radzieckiej. Pracował jako nauczyciel w szkole średniej w Porośli, technik w jednostce wojskowej w rejonie prużańskim. W latach 1975–1981 pracował jako starszy i główny ekonomista w kołchozie „Leninskij Put’”. W latach 1981–1996 pracował jako dyrektor sowchozu „Kawali” w rejonie prużańskim. W latach 1994–1997 był członkiem Biura Rejonowego Partii Komunistów Białoruskiej.

### Działalność parlamentarna
W pierwszej turze uzupełniających wyborów parlamentarnych 29 listopada 1995 roku został wybrany na deputowanego do Rady Najwyższej Republiki Białorusi XIII kadencji z Różańskiego Okręgu Wyborczego Nr 53. 5 grudnia 1995 roku został zarejestrowany przez centralną komisję wyborczą, a 9 stycznia 1996 roku zaprzysiężony na deputowanego. Od 23 stycznia pełnił w Radzie Najwyższej funkcję członka, a następnie sekretarza Stałej Komisji ds. Budżetu, Podatków, Banków i Finansów. Należał do frakcji komunistów. Od 3 czerwca był członkiem grupy roboczej Rady Najwyższej ds. współpracy z parlamentem Ukrainy. Poparł dokonaną przez prezydenta Alaksandra Łukaszenkę kontrowersyjną i częściowo nieuznaną międzynarodowo zmianę konstytucji. 27 listopada 1996 roku przestał uczestniczyć w pracach Rady Najwyższej i wszedł w skład utworzonej przez prezydenta Izby Reprezentantów Zgromadzenia Narodowego Republiki Białorusi I kadencji. Pełnił w niej funkcję przewodniczącego Stałej Komisji ds. Budżetu i Finansów i członka Rady Izby Reprezentantów. Zgodnie z Konstytucją Białorusi z 1994 roku jego mandat deputowanego do Rady Najwyższej zakończył się 9 stycznia 2000 roku; kolejne wybory do tego organu jednak nigdy się nie odbyły.
W 2000 roku został deputowanym do Izby Reprezentantów II kadencji z Białowieskiego Okręgu Wyborczego Nr 7. Pełnił w niej funkcję zastępcy przewodniczącego Stałej Komisji ds. Rolnictwa. Wchodził w skład zjednoczenia deputowanych „Za związek Ukrainy, Białorusi i Rosji” („ZUBR”) i grupy deputowanych „Przyjaciele Bułgarii”. W 2004 roku został deputowanym do Izby Reprezentantów III kadencji z tego samego okręgu wyborczego. Pełnił w niej funkcję wiceprzewodniczącego tej samej komisji. Był także członkiem delegacji ds. współpracy pomiędzy Zgromadzeniem Narodowym Republiki Białorusi i Radą Najwyższą Ukrainy. W 2008 roku Alaksandr Zinczanka zakończył działalność parlamentarną.

## Życie prywatne
Alaksandr Zinczanka jest żonaty, ma starszą córkę i młodszego syna. W 1995 roku mieszkał we wsi Jundziłwicze w rejonie prużańskim.

## Odznaczenia
- Gramota Pochwalna Zgromadzenia Narodowego Republiki Białorusi;
- Gramota Pochwalna Rady Ministrów Republiki Białorusi[2].